# Nikkel(II)sulfaat
Nikkel(II)sulfaat is een anorganische verbinding van nikkel, met als brutoformule NiSO4. Het watervrije zout is een gele vaste stof. Het komt als hexahydraat voor als een blauwgroene kristallijne vaste stof, die zeer goed oplosbaar is in water. Dit hexahydraat komt in de natuur voor als het zeldzame mineraal retgersiet. Er bestaat ook een heptahydraat.

## Synthese
Nikkel(II)sulfaat kan bereid worden door de reactie van nikkel met verdunde zwavelzuur, gevolgd door kristallisatie:
{\displaystyle \mathrm {Ni\ +\ H_{2}SO_{4}\longrightarrow \ NiSO_{4}\ +\ H_{2}} }

## Toxicologie en veiligheid
De stof is carcinogeen en kan ernstige irritatie veroorzaken bij aanraking met de huid en ogen.